# Quinquênio Liberal
O Quinquênio Liberal foi o período entre 2 de fevereiro de 1844 e 29 de setembro de 1848 em que o Partido Liberal governou o Império do Brasil de forma ininterrupta. O período foi marcado pelo desenvolvimento dos partidos políticos do Império e do sistema eleitoral brasileiro, além do amadurecimento do Imperador D. Pedro II e da busca por uma política de conciliação partidária, apesar da instabilidade ministerial e das revoltas locais.

## Contexto

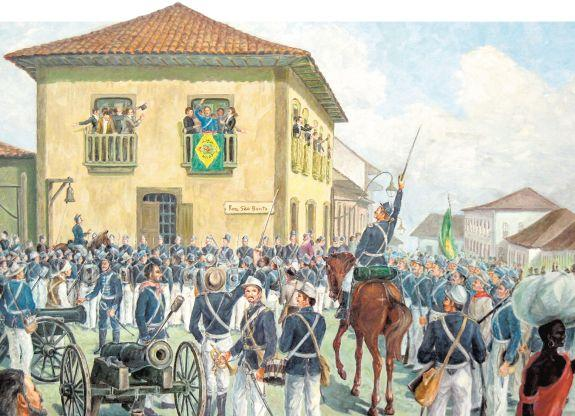
As Revoltas Liberais de 1842 em Sorocaba - SP (Ettore Marangoni).

Após o Golpe da Maioridade, em 1840, o Partido Liberal buscou firmar-se no poder convocando novas eleições para alcançar a necessária maioria parlamentar. As chamadas "Eleições do Cacete" acabaram acarretando acusações de fraude contra os liberais e sua consequente queda do poder por intermédio do Imperador D. Pedro II, sendo substituídos por um gabinete liderado pelo Partido Conservador.
Esse fato, então, acarretou as Revoltas Liberais de 1842, movimento contrário à posse dos conservadores. Embora derrotados, a maior parte dos liberais foi anistiada logo em seguida, retornando ao poder em 1844, em virtude de divergências entre o Imperador e os conservadores, além do apaziguamento dos próprios liberais.

## Quinquênio

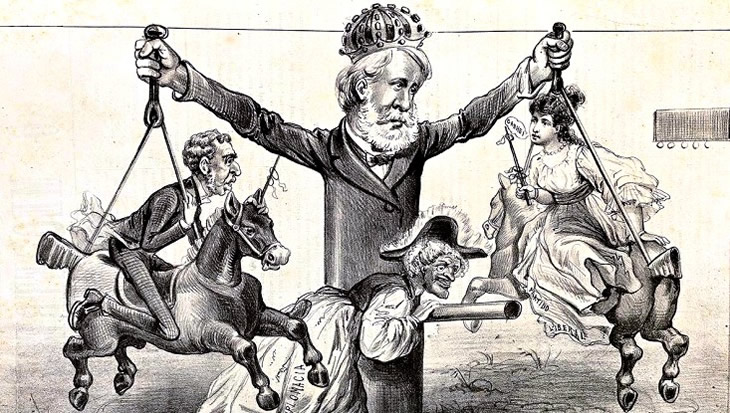
Charge representando a alternância partidária no Império durante o Segundo Reinado, em que os principais partidos aparecem em um "carrossel" cujo eixo central é formado por D. Pedro II.

O período teve início com o estabelecimento do gabinete chefiado por José Carlos Pereira de Almeida Torres, 2º Visconde de Macaé, em 2 de fevereiro de 1844, sucedendo-lhe outros cinco ministérios, sendo o último chefiado por Francisco de Paula Sousa e Melo, em 29 de setembro de 1848.
O período foi marcado pela pouca consistência partidária, dando origem à famosa frase “nada mais parecido com um conservador do que um liberal no poder”. O programa de todos os gabinetes do período foi a conciliação partidária, buscando estabelecer a ordem interna do país frente às inúmeras revoltas e conflitos herdados do período regencial.
O primeiro gabinete do Quinquênio Liberal, de 1844, foi formado por liberais pouco ortodoxos em suas práticas e, inclusive, um conservador entre eles. Em 1845, ao apresentar o programa de governo do gabinete, o senador Manuel Alves Branco, futuro Visconde de Caravelas (1854), pregou o apaziguamento entre os partidos e a união nacional em torno da Constituição de 1824.
O gabinete de 1846, por sua vez, ficou conhecido como “a pequena conciliação”, visto que reuniu em seus quadros mais conservadores do que os ministérios anteriores - também foi responsável pela reforma eleitoral conhecida como "Lei de 1846".
O gabinete seguinte, de 1847, inaugurou o cargo de Presidente do Conselho de Ministros (primeiro-ministro), que deveria chefiar o Poder Executivo e compor o restante do ministério, ainda que a Constituição do Império garantisse essa prerrogativa ao Poder Moderador. Sua principal bandeira, como a de seus antecessores, era a conciliação política, mas também a reforma do sistema eleitoral brasileiro.
Em 1848, por fim, sucederam-se dois gabinetes de curta duração: o segundo gabinete chefiado por Macaé foi minado pelo desentendimento entre seus próprios membros e seus apoiadores na Câmara dos Deputados. Por sua vez, o último gabinete do Quinquênio, chefiado por Paula Sousa, foi acusado de "acefalia", visto que o presidente do Conselho encontrava-se afastado por motivos de saúde.

## Gabinetes

### Gabinete de 2 de fevereiro de 1844

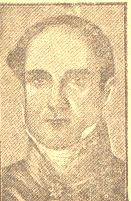
José Carlos Pereira de Almeida Torres, 2º Visconde de Macaé

O Gabinete de 2 de fevereiro de 1844 foi composto da seguinte forma:
- Ministro dos Negócios do Império: José Carlos Pereira de Almeida Torres, 2º Visconde de Macaé.
- Ministro da Justiça: Manoel Alves Branco (interino); Manuel Antônio Galvão.
- Ministro dos Estrangeiros: Ernesto Ferreira França.
- Ministro da Fazenda: Manoel Alves Branco.
- Ministro da Marinha: Jerônimo Francisco Coelho (interino); Antônio Francisco de Paula de Holanda Cavalcanti de Albuquerque.
- Ministro da Guerra: Jerônimo Francisco Coelho.

### Gabinete de 26 de maio de 1845

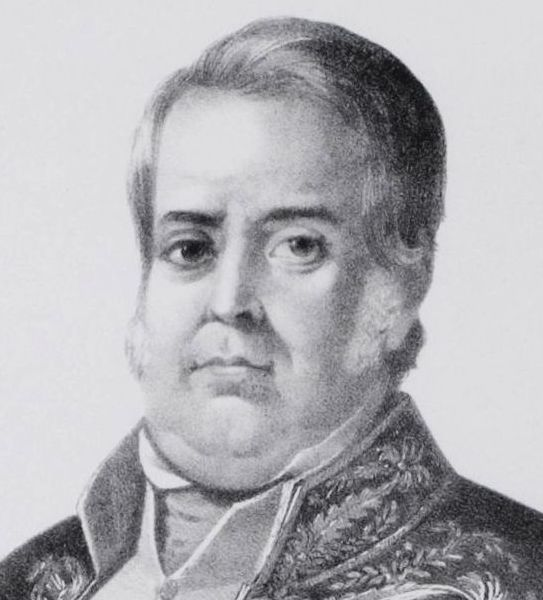
Manuel Alves Branco

O Gabinete de 26 de maio de 1845 foi composto da seguinte forma:
- Ministro dos Negócios do Império: José Carlos Pereira de Almeida Torres, 2º Visconde de Macaé (interino); Manoel Alves Branco.
- Ministro da Justiça: José Carlos Pereira de Almeida Torres (interino); Antônio Paulino Limpo de Abreu (interino); Joaquim Marcelino de Brito.
- Ministro dos Estrangeiros: Antônio Paulino Limpo de Abreu.
- Ministro da Fazenda: Manoel Alves Branco.
- Ministro da Marinha: Antônio Francisco de Paula Holanda Cavalcante de Albuquerque.
- Ministro da Guerra: Antônio Francisco de Paula Holanda Cavalcante de Albuquerque.

### Gabinete de 2 de maio de 1846

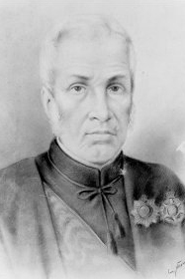
Joaquim Marcelino de Brito

O Gabinete de 2 de maio de 1846 foi composto da seguinte forma:
- Ministro dos Negócios do Império: Joaquim Marcelino de Brito.
- Ministro da Justiça: José Joaquim Fernandes Torres; Caetano Maria Lopes Gama.
- Ministro dos Estrangeiros: Bento da Silva Lisboa, 2º Barão de Cairu.
- Ministro da Fazenda: Antônio Francisco de Paula Holanda Cavalcante de Albuquerque; José Joaquim Fernandes Torres.
- Ministro da Marinha: Antônio Francisco de Paula Holanda Cavalcante de Albuquerque (interino); João Paulo dos Santos Barreto.
- Ministro da Guerra: João Paulo dos Santos Barreto.

### Gabinete de 22 de maio de 1847
O Gabinete de 22 de maio de 1847, também conhecido como Gabinete Alves Branco, foi composto da seguinte forma:
- Presidente do Conselho de Ministros: Manuel Alves Branco.
- Ministro dos Negócios do Império: Manuel Alves Branco (interino); Francisco de Paula Sousa e Melo; Nicolau Pereira de Campos Vergueiro.
- Ministro da Justiça: Nicolau Pereira de Campos Vergueiro; Saturnino de Sousa e Oliveira Coutinho; José Antônio Pimenta Bueno.
- Ministro dos Estrangeiros: Saturnino de Sousa e Oliveira Coutinho; José Antônio Pimenta Bueno.
- Ministro da Fazenda: Manuel Alves Branco.
- Ministro da Marinha: Cândido Batista de Oliveira.
- Ministro da Guerra: Antônio Manuel de Melo.

### Gabinete de 8 de março de 1848
O Gabinete de 8 de março de 1848, também conhecido como Gabinete Macaé, foi composto da seguinte forma:
- Presidente do Conselho de Ministros: José Carlos Pereira de Almeida Torres, 2º Visconde de Macaé.
- Ministro dos Negócios do Império: José Carlos Pereira de Almeida Torres.
- Ministro da Justiça: José Antônio Pimenta Bueno.
- Ministro dos Estrangeiros: Antônio Paulino Limpo de Abreu.
- Ministro da Fazenda: Antônio Paulino Limpo de Abreu; José Pedro Dias de Carvalho.
- Ministro da Marinha: Manuel Felizardo de Sousa e Melo (interino); Joaquim Antão Fernandes Leão.
- Ministro da Guerra: Manoel Felizardo de Souza e Melo.

### Gabinete de 31 de maio de 1848

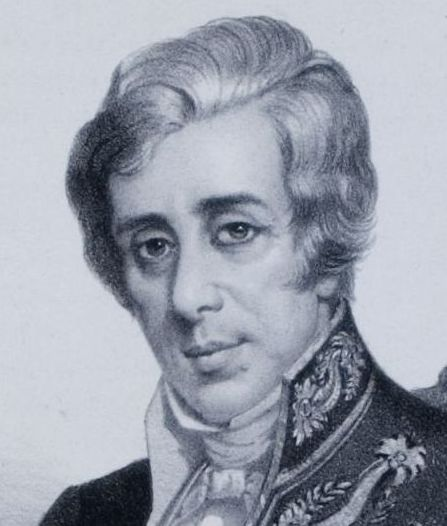
Francisco de Paula Sousa e Melo

O Gabinete de 31 de maio de 1848, também conhecido como Gabinete Paula Sousa, foi composto da seguinte forma:
- Presidente do Conselho de Ministros: Francisco de Paula Sousa e Melo.
- Ministro dos Negócios do Império: José Pedro Dias de Carvalho.
- Ministro da Justiça: Antônio Manuel de Campos Melo.
- Ministro dos Estrangeiros: Bernardo de Sousa Franco.
- Ministro da Fazenda: Francisco de Paula Sousa e Melo; José Pedro Dias de Carvalho.
- Ministro da Marinha: Joaquim Antão Fernandes Leão.
- Ministro da Guerra: João Paulo dos Santos Barreto.

## Fim
Segundo Sérgio Buarque de Holanda:
Os liberais não se entendiam [...], quando, além das dificuldades entre a Câmara e o Ministério, havia o fato de que Presidentes de Província não obedeciam ao Ministério. Faltavam decisão e unidade aos liberais. [...] Era evidente que o Imperador precisava apelar para os conservadores, uma vez que não podia mais compor-se com a situação dominante, pela diversidade de vistas e choques dentro dela.
A crescente dificuldade de entendimento entre os liberais e as frequentes mudanças ministeriais levaram D. Pedro II a solicitar o retorno dos conservadores, dessa vez sob a figura de Pedro de Araújo Lima, Visconde de Olinda, cujo partido ficaria no poder até 1862, com a ascensão da Liga Progressista.